# SWEG
Die SWEG Südwestdeutsche Landesverkehrs-GmbH (SWEG) ist ein öffentliches Verkehrsunternehmen, das Eisenbahnstrecken, Schienenpersonen- und Güterverkehr sowie Busverkehr betreibt.
Die SWEG ist Mitglied im Deutschlandtarifverbund.

## Geschichte
Am 10. Dezember 1962 wurde in Ettlingen die Südwestdeutsche Eisenbahn-Gesellschaft mbH (SWEG) vom Land Baden-Württemberg als Auffanggesellschaft für die von der Stilllegung bedrohten süddeutschen Strecken der privaten Deutsche Eisenbahn-Betriebsgesellschaft (DEBG) gegründet.
Nachdem die DEBG ihre zehn noch in Baden-Württemberg betriebenen Bahnen an die neue Gesellschaft veräußert hatte, nahm diese am 1. Mai 1963 mit folgenden Bahnen den vollen Geschäftsbetrieb auf:
- Achertalbahn
- Bruchsal – Ubstadt – Odenheim (– Hilsbach) und Bruchsal – Ubstadt – Menzingen
- Harmersbachtalbahn
- Jagsttalbahn
- Kandertalbahn
- Münstertalbahn
- Neckarbischofsheim Nord – Hüffenhardt
- Oberschefflenz – Billigheim
- Orschweier – Ettenheimmünster
- Wiesloch–Meckesheim und Wiesloch Stadt–Waldangelloch

Am 1. Oktober 1971 vereinigte das Land Baden-Württemberg die ebenfalls in seinem Eigentum befindliche Mittelbadische Eisenbahnen (MEG) mit der SWEG und wandelte diese in die Südwestdeutsche Eisenbahnen Aktiengesellschaft mit Hauptsitz in Lahr/Schwarzwald um. Dadurch kamen folgende MEG-Strecken und Buslinien zur SWEG:
- Betrieb Schwarzach (Umspurung der ehem. MEG-Schmalspurstrecke Bühl – Schwarzach – Stollhofen, Verzweigung nach Söllingen und Greffern)
- Kaiserstuhlbahn
- Bregtalbahn
- Verkehrsbetrieb Müllheim-Badenweiler

Da inzwischen der Omnibusbetrieb einen größeren Anteil am Gesamtbetrieb erlangt hatte, erfolgte im Jahr 1984 die Änderung der Firma in Südwestdeutsche Verkehrs-AG, wobei die bisherige Abkürzung „SWEG“ beibehalten wurde.
Dem Gewinn von Ausschreibungen bzw. der freihändigen Vergabe von Nahverkehrsleistungen durch das Land Baden-Württemberg an die Ortenau-S-Bahn und Breisgau-S-Bahn stehen verlorene Ausschreibungen über Leistungen auf der Wiesentalbahn (in Kooperation mit den Basler Verkehrsbetrieben, Vergabe an die Schweizerischen Bundesbahnen) bzw. auf der Badischen Schwarzwaldbahn (in Kooperation mit der SBB GmbH, Albtal-Verkehrs-Gesellschaft und der HzL, Vergabe an die Schwarzwaldbahn GmbH, eine 100-Prozent-Tochter der Deutschen Bahn) gegenüber.
Mit der Auflösung der Ortenau-S-Bahn GmbH 2014 übernahm die SWEG Personenverkehr deren Zugleistungen auf der Renchtalbahn, der Bahnstrecke Hausach–Schiltach, der Bahnstrecke Eutingen im Gäu–Schiltach im Abschnitt Freudenstadt–Schiltach und der Bahnstrecke Appenweier–Strasbourg, mit der Auflösung der Breisgau-S-Bahn GmbH 2017 jene auf der Breisacher Bahn und der Elztalbahn.
Anfang Oktober 2016 gliederte das Unternehmen die Eisenbahninfrastruktur aufgrund eisenbahnrechtlicher Vorgaben in die SWEG Schienenwege GmbH aus.
Zum 1. Januar 2018 fusionierte die SWEG Südwestdeutsche Verkehrs-Aktiengesellschaft mit der Hohenzollerischen Landesbahn, die schon seit Juni 2000 einen personengleichen Vorstand hatte, zur SWEG Südwestdeutsche Landesverkehrs-AG. Diese änderte Anfang Oktober 2021 die Gesellschaftsform und firmiert seither als SWEG Südwestdeutsche Landesverkehrs-GmbH.
Von Januar bis Juni 2022 war Winfried Hermann, Landesverkehrsminister, Mitglied und Vorsitzender des Aufsichtsrats.
Zur Saison 2024/25 wurde die SWEG Hauptsponsor des Fußballvereins Karlsruher SC. Das millionenschwere Sponsoring des hauptsächlich in öffentlicher Hand stehenden Unternehmens stieß auf Kritik, vor allem aus der Fraktion der FDP Baden-Württemberg im Landtag von Baden-Württemberg.
Die SWEG übernahm am 1. Juli 2025 gemeinsam mit ihrer Tochtergesellschaft Trapico die operative Betriebsführung des Stuttgart Airport Busterminals.

## Verkehrsbetrieb

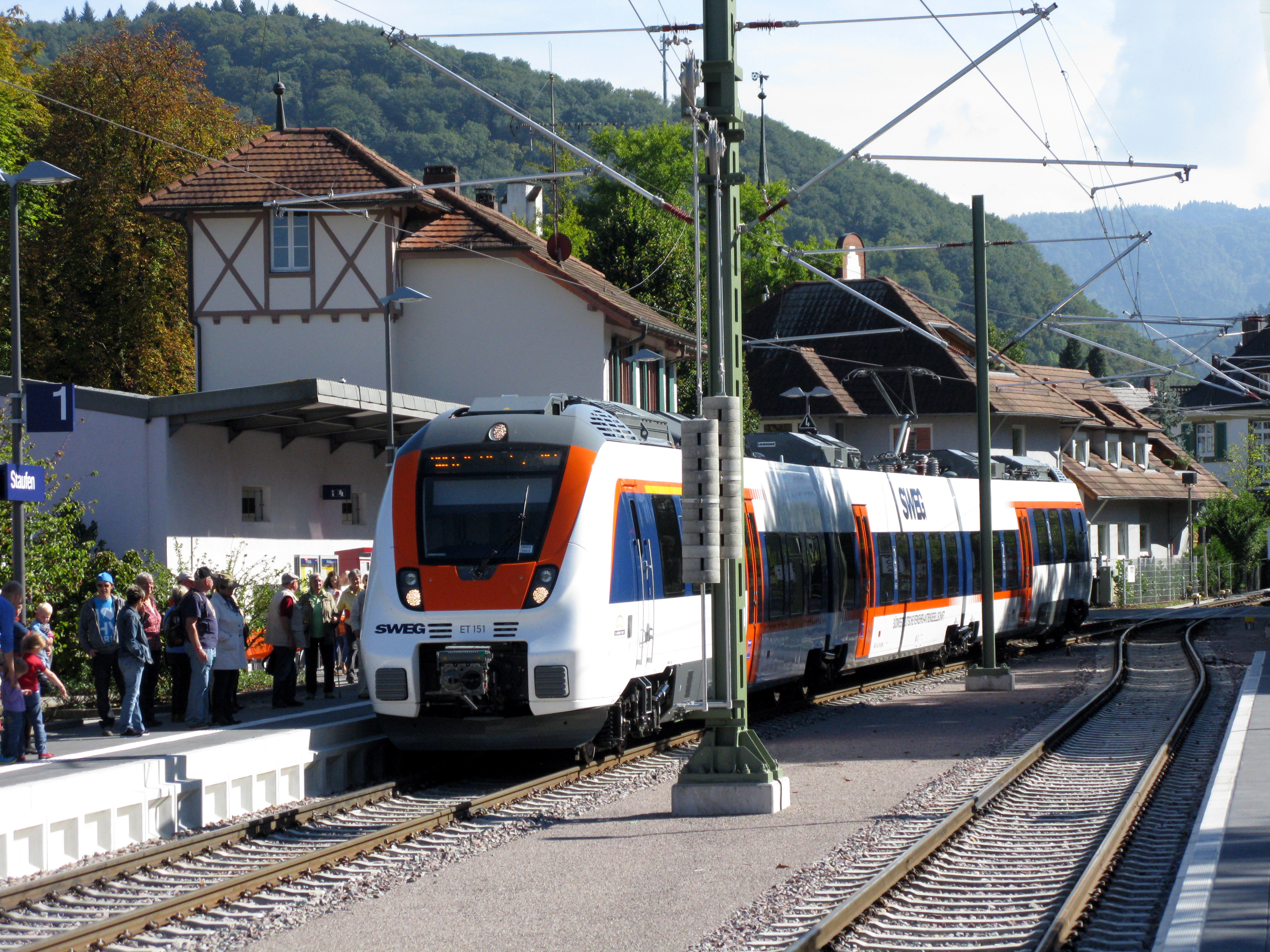
Bombardier Talent 2 der SWEG (2013)

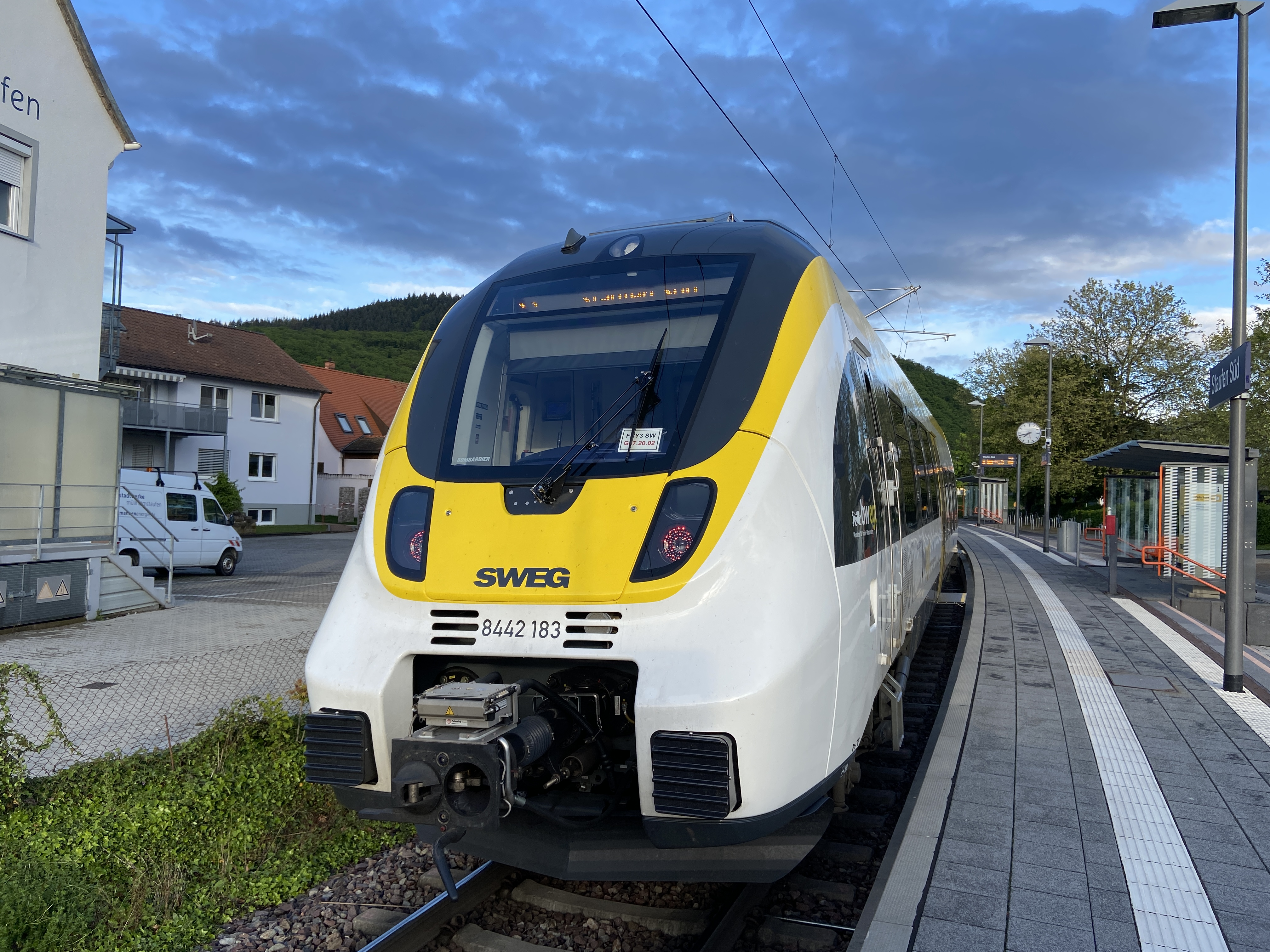
Bombardier Talent 3 der SWEG (2021)

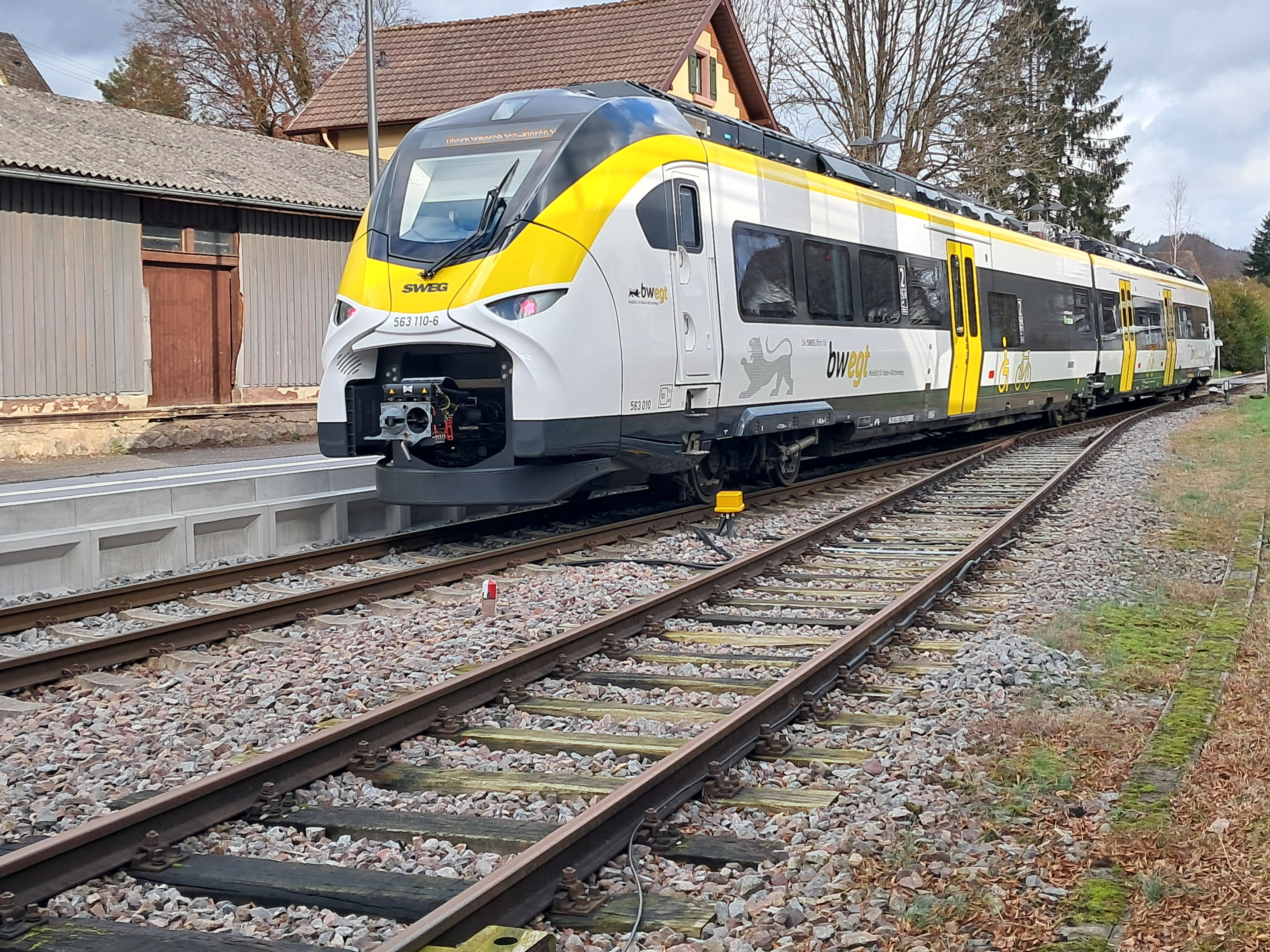
Mireo Plus B der SWEG (2024)

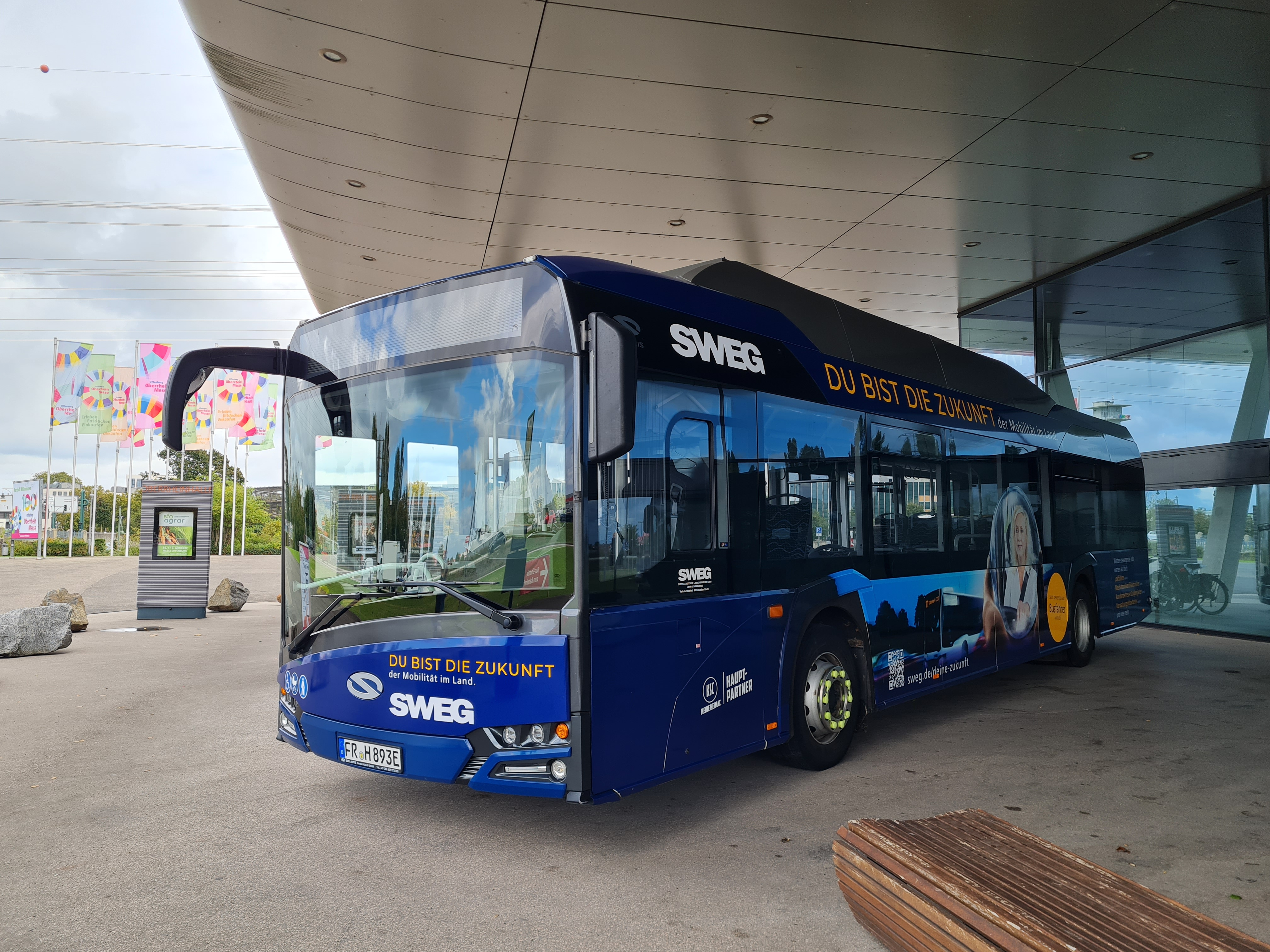
Solaris Urbino IV electric der SWEG

Mittlerweile liegt der Geschäftsschwerpunkt auf dem Betrieb von Buslinien vornehmlich im Landesteil Baden. Die Betriebsführung erfolgt durch regionale Verkehrsbetriebe mit zugeordneten Busleitstellen.
- Verkehrsbetrieb Hohenlohe–Main/Tauber mit Sitz in Dörzbach: Betrieb von Buslinien im Hohenlohe- und Main-Tauber-Kreis, hervorgegangen aus der Jagsttalbahn.
- Verkehrsbetrieb Kraichgau–Wiesloch mit Sitz in Wiesloch mit Busleitstelle Sinsheim: Umfangreicher Busverkehr mit Schwerpunkt im nördlichen Kraichgau mit Stadtverkehr Walldorf/Wiesloch, hervorgegangen aus den Bahnstrecken Wiesloch–Meckesheim und Wiesloch Stadt–Waldangelloch.
- Verkehrsbetrieb Mittelbaden–Schwarzach mit Sitz in Schwarzach: Betrieb von Buslinien im Landkreis Rastatt und im Ortenaukreis sowie Güterverkehr zwischen Bühl und Greffern auf den umgespurten Gleisen eines ehemals umfangreichen Schmalspurnetzes.
- Verkehrsbetrieb Ortenau-S-Bahn mit Sitz in Offenburg: Schienenpersonennahverkehr unter anderem auf der Achertalbahn, der Harmersbachtalbahn, der Europabahn, der Renchtalbahn, der Bahnstrecke Hausach–Schiltach und der Bahnstrecke Eutingen im Gäu–Schiltach im Abschnitt Freudenstadt–Schiltach.
- Verkehrsbetrieb Mittelbaden–Lahr mit Sitz in Lahr mit den Busleitstellen Schutterwald und Kehl: Umfangreicher Busverkehr im Ortenaukreis sowie Stadtverkehr in Lahr, Kehl und Offenburg, teilweise erbracht durch die 80-Prozent-Tochter Ortenau-Regio-Bus GmbH. Der Ursprung des Betriebes geht auf die ehemalige MEG-Linie Kehl–Lahr–Seelbach zurück.
- Verkehrsbetrieb Breisgau–Kaiserstuhl mit Sitz in Freiburg: Von dort wird der Schienenpersonennahverkehr auf Kaiserstuhlbahn (Strecke Breisach–Riegel-Malterdingen), Münstertalbahn und Elztalbahn gesteuert. In Endingen a. K. befinden sich eine Bahnbetriebswerkstatt sowie die Busleitstelle (Betrieb von Busverkehr am Kaiserstuhl und in der Stadt Emmendingen).
- Verkehrsbetrieb Markgräflerland mit Sitz in Müllheim: Betrieb von drei Buslinien zwischen Neuenburg, Müllheim und Badenweiler im Markgräflerland. Der Betrieb geht auf die stillgelegte Müllheim-Badenweiler Eisenbahn zurück.
- Verkehrsbetrieb Weil am Rhein–Lörrach mit Sitz in Weil am Rhein: Betrieb von Buslinien mit Schwerpunkt auf den Stadtverkehren Weil am Rhein und Lörrach, die jedoch auch in Nachbargemeinden im Markgräflerland sowie nach Basel (beispielsweise Linie 16, die auf ihrer Strecke dreimal die Grenze zwischen Deutschland und der Schweiz quert) führen. Ursprung des Betriebes ist die heute im Museumsverkehr befahrene Kandertalbahn.
- Verkehrsbetrieb Hohenzollerische Landesbahn mit Sitz in Immendingen: Betrieb des Ringzug-Netzes im Verkehrsverbund Schwarzwald-Baar-Heuberg.
- Verkehrsbetrieb Hohenzollerische Landesbahn mit Busleitstelle in Gammertingen: Schienenpersonennahverkehr auf der Zollern-Alb-Bahn.

## Eisenbahninfrastruktur
Die SWEG Schienenwege GmbH (SSG) betreibt als Eisenbahninfrastrukturunternehmen folgende Strecken mit einer Gesamtlänge von 210 Kilometern (km) in drei Teilnetzen:

### SWEG-Netz

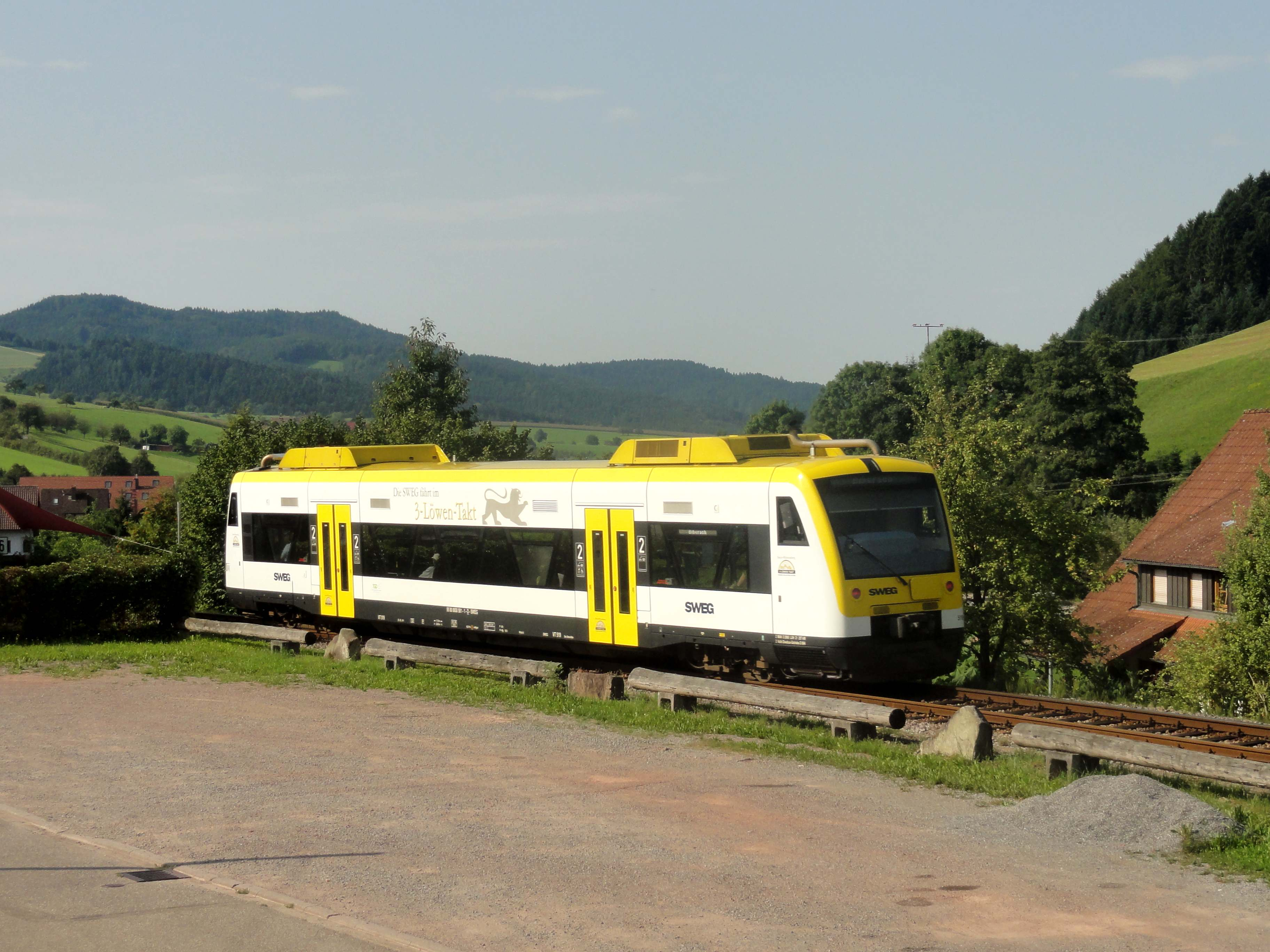
Regio-Shuttle der SWEG in Oberharmersbach (2017)

- Achertalbahn: Achern – Ottenhöfen (10,7 km)
- Bühl – Stollhofen – Greffern (nur Güterverkehr, 14,6 km)
- Harmersbachtalbahn: Biberach (Baden) – Oberharmersbach-Riersbach (10,6 km)
- Kaiserstuhlbahn: Gottenheim – Riegel a.K. – Breisach (40,2 km)
- Münstertalbahn: Bad Krozingen – Münstertal (10,9 km)[14]

Von April 2017 bis Ende November 2019 wurde die Kaiserstuhlbahn in drei Abschnitten ausgebaut und elektrifiziert.

### HzL-Netz
Seit dem 26. Juni 2018 gehört auch die Infrastruktur der ehemaligen Hohenzollerischen Landesbahn AG zur SWEG Schienenwege GmbH.
- Bahnstrecke Eyach–Hechingen (Zollern-Alb-Bahn 4, 27,9 km)
- Bahnstrecke Engstingen–Sigmaringen (42,9 km)
- Bahnstrecke Sigmaringendorf–Hanfertal (9,7 km)
- Bahnstrecke Hechingen–Gammertingen (Zollern-Alb-Bahn 2, 27,0 km)
- Bahnstrecke Balingen–Rottweil: Balingen (Württ) – Schömberg (Zollern-Alb-Bahn 3, 12,9 km)
- Bregtalbahn: Hüfingen – Bräunlingen (2,8 km)

Im Oktober 2024 wurde vereinbart, dass die SWEG zukünftiges Eisenbahninfrastrukturunternehmen der Talgangbahn Albstadt-Ebingen–Albstadt-Onstmettingen wird.

### Infrastruktur EVU seehäsle
Ehemals HzL
- Seehäsle: Stahringen – Stockach (17,0 km), Betrieb im Auftrag des Landkreises Konstanz

## Beteiligungen und Tochterunternehmen

### Tochterunternehmen
Folgende Tochtergesellschaften befinden sich im Besitz der SWEG:
- SWEG Schienenwege GmbH, Lahr (Beteiligung 100 %)
- NVW Nahverkehr Mittelbaden Walz GmbH, Kuppenheim (100 %)
- Ortenau-Regio-Bus GmbH, Offenburg (100 %)
- TRAPICO GmbH, Lahr (100 %)
- Offenburger Stadtbus – Schlüsselbus GmbH, Offenburg (100 %)
- SWEG Bus Region Baden-Württemberg GmbH (100 %)
- FBBW – Fahrzeugbereitstellung Baden-Württemberg GmbH, Lahr (Beteiligung 90 %)
- Regio Verkehrsgesellschaft Oberrhein GmbH, Hartheim (RVO, Beteiligung 50 %)
- SWEG Bus Rheinmünster GmbH, Rheinmünster (seit Ende 2021)[18]
- SWEG Bus Karlsruhe GmbH, Karlsruhe (seit Dezember 2021)[19]
- SWEG Bus Tübingen GmbH, Dußlingen (seit Juli 2024)[20]
- SWEG Bus Schwetzingen GmbH, Wiesloch (seit 2021)

Die ehemaligen Tochterunternehmen Ortenau-S-Bahn GmbH (OSB) und Breisgau-S-Bahn GmbH (BSB) wurden komplett auf die Muttergesellschaft verschmolzen, lediglich die Namen blieben als Marke erhalten.
Im November 2021 wurde bekannt, dass die SWEG das im Schutzschirm-Insolvenzverfahren befindliche Eisenbahnverkehrsunternehmen Abellio Rail Baden-Württemberg mit rund 360 Beschäftigten und der Betriebswerkstatt in Pforzheim zu einem Preis von etwas mehr als 5 Millionen Euro kauft. Die Übernahme erfolgte zum 1. Januar 2022. Die von Abellio betriebenen Verkehrsleistungen werden mit einem neuen Verkehrsvertrag für zwei Jahre[veraltet] fortgeführt, welcher der SWEG die volle Kostendeckung garantiert. In diesem Zeitraum werden die betreffenden Verkehrsleistungen neu ausgeschrieben, wobei die SWEG auch ein Angebot abgeben kann. Im Februar 2022 wurde Abellio Rail Baden-Württemberg in SWEG Bahn Stuttgart umbenannt. Im Oktober 2022 entschied sich der Aufsichtsrat aufgrund eines Konflikts mit der Gewerkschaft Deutscher Lokomotivführer gegen eine dauerhafte Übernahme der SWEG Bahn Stuttgart und somit für einen möglichen Verkauf bis spätestens Ende 2023. Stattdessen wurde die SWEG Bahn Stuttgart nach einer Ausschreibung erst zum 1. August 2025 an DB Regio verkauft.

### Beteiligungen
Die SWEG und die Hohenzollerische Landesbahn (HzL) halten Anteile an der Fahrzeugbereitstellung Baden-Württemberg GmbH (FBBW).